# Emma Healey
Emma Constance Healey (Londra, 27 febbraio 1985) è una scrittrice britannica.

## Biografia
Nata a Londra nel 1985, vive e lavora a Norwich.
Ha compiuto gli studi al Central Saint Martins prima di ottenere un B.A. in arti e mestieri del libro al London College of Communication e un M.A. in scrittura creativa all'Università dell'Anglia orientale.
Ha esordito nella narrativa nel 2014 con il romanzo Elizabeth è scomparsa, storia di un'ottantenne affetta da Alzheimer, ottenendo un Premio Costa e un Betty Trask Award.
Nel 2018 ha pubblicato il secondo romanzo, Il buio non consola, sulla misteriosa sparizione di una quindicenne depressa e la ricerca della verità da parte della madre.
Nel 2019 il suo romanzo d'esordio è stato adattato dalla sceneggiatrice Andrea Gibb nella pellicola Elizabeth Is Missing.

## Opere principali

### Romanzi
- Elizabeth è scomparsa (Elizabeth is Missing), Milano, Mondadori, 2014 traduzione di Manuela Faimali ISBN 978-88-04-64286-2.
- Il buio non consola (Whistle in the Dark, 2018), Milano, Mondadori, 2019 traduzione di Manuela Faimali ISBN 978-88-04-70956-5.

## Premi e riconoscimenti
- Costa Book Awards: 2014 vincitrice nella categoria "Romanzo d'esordio" con Elizabeth è scomparsa
- Betty Trask Award: 2015 vincitrice con Elizabeth è scomparsa